# معامل انتقال الحرارة
معامل انتقال الحرارة  في الفيزياء (بالإنجليزية:heat transfer coefficient) معامل تناسب يحدد انتقال الحرارة عبر سطحي وسطين متلامسين، مثل سطح تلامس جسمين. يرمز له h أو α ويقاس بوحدة
(W/(m²·K ويعتمد على شكلية الجسمين المتلامسين أو على سطح التلامس بين جسم والوسط المحيط به وقد يكون هذا الوسط سائلا.
يستخدم ذلك المعامل في هندسة البناء.

## تعريف المعامل ومعناه
يصف معامل الانتقال الحراري كفاءة غاز أو سائل نقل طاقة عبر سطحه وبالتالي تصريف الطاقة من على سطحه. وهذا يعتمد على الحرارة النوعية وكثافة ومعامل التوصيل الحراري للوسط الذي تنتقل إليه الحرارة وكذلك للجسم العاطي للحرارة. ويجري حساب معاملات انتقال الحرارة عن طريق تعيين فرق درجة الحرارة بين الجسمين المتلامسين.
لا يعتبر معامل انتقال الحرارة خاصية نوعية لمادة مثل توصيل حراري، وإنما يعتمد عل الوسط المحيط وسرعة سريانه v وكذلك يعتمد على نوع السريان فقد يكون رقائقيا أو دواميا ويعتمد بالإضافة إلى ذلك على شكلية السطح. تستخدم معاملات انتقال الحرارة في هندسة البناء كقيم ثوابت، حيث يعمل الحائط العازل كمقاومة لنفاذ الحرارة من الداخل إلى الخارج أو بالعكس.

## حساب انتقال الحرارة
المعادلة تنص على:
{\displaystyle Q=\alpha \cdot A\cdot (T_{1}-T_{2})\cdot \Delta t}
حيث:
Q: كمية الحرارة المنتقلة: α: معامل انتقال الحرارة (يرمز لها بالإنجليزية hc)
A: مساحة التلامس: T1، وT2: درجتي حرارة الوسطين: Δt: الفترة الزمنية (
ونحصل على أبعاد معامل انتقال الحرارة بوحدات SI نظام الوحدات الدولي كالآتي: {\displaystyle {\frac {\mathrm {W} }{\mathrm {m^{2}\cdot K} }}={\frac {\mathrm {kg} }{\mathrm {s^{3}\cdot K} }}}
ويمكن لانتقال الحرارة  ΔQ أن يكون كمية موجبة أو سالبة بحسب اتجاه انتقال الحرارة.
كما يمكن تعيين مقاومة التلامس الحراري كقيمة مطلقة عند تلامس جسمين كخاصة نوعية للمادة بصرف النظر عن مساحة التلامس على الصورة
{\displaystyle {\tfrac {1}{\alpha \cdot A}}} وتكون وحدتها كلفن/واط K/W .

## حسابات ترموديناميكية

### معامل انتقال الحرارة المحلي
تحسب معاملات انتقال الحرارة المحلية أو الموضعية كمحاكاة حسابية بالحاسوب مع أخذ بعض النظريات في الاعتبار. فعلى سطح حائل ملامس لتيار سائل يكون سريان السائل طبقيا ويكون انتقال الحرارة أيضا عن طريق التوصيل. ونحصل على معامل انتقال الحرارة المحلى عن طريق التوصيل الحراري للسائل {\displaystyle \lambda } عند متوسط درجة الحرارة {\displaystyle (T_{\mathrm {F} }+T_{\mathrm {S} })/2} وسمك {\displaystyle \delta _{T}} الطبقة الفاصلة:
{\displaystyle \alpha ={\frac {\lambda }{\delta _{\mathrm {T} }}}}
وتكون كثافة الدفق الحراري عبر سطح التلامس مساوية ل:
{\displaystyle \alpha \cdot (T_{\mathrm {F} }-T_{\mathrm {S} })}
حيث:
{\displaystyle \alpha =\alpha (x)} ستكون معتمدة على الموقع،
{\displaystyle T_{\mathrm {F} }} درجة حرارة السائل في المنطقة المختلطة (الدوامية)
{\displaystyle T_{\mathrm {S} }} درجة حرارة سطح الحائل الموضعية.
في حالة الغازات تكون {\displaystyle \delta _{\mathrm {T} }} مساوية لسمك {\displaystyle \delta } سطح تلامس التدفق (هيدروديناميك)
وتكون حالة سطح التلامس دالة لعدد برانتل وبالتالي تكون خاصة نوعية لسائل معين. وبالتقريب يمكن استخدام المعادلة (في حدود خطأ 3%):
{\displaystyle {\frac {\delta _{\mathrm {T} }}{\delta }}={\frac {1}{\sqrt[{3}]{Pr}}}}

### متوسط معامل الانتقال الحراري
تستخدم في الحسابات التفنية غالبا متوسط معامل الانتقال الحراري وتكون خاصة لشكلية بنائية معينة وتعريفها يراعي اختلاف درجة حرارة السائل المستخدم ومتوسط درجة حرارة الحائل.
ويكون متوسط معامل انتقال الحرارة متناسبا طرديا مع عدد نوسيلت {\displaystyle Nu}. وتنطبق المعادلة:
{\displaystyle \alpha ={\frac {\lambda }{L}}\cdot Nu(Re,Pr)}
حيث: {\displaystyle L}: طول مميز (مثل قطر نفاثة)
{\displaystyle \lambda }: توصيل حراري للسائل: {\displaystyle Re}: عدد رينولدز
{\displaystyle Pr}: عدد برانتل
وبالنسبة إلى عدد نوسيلت فهو دالة لعدد رينولدز ودالة لعدد برانتل عند اتباع هندسة معينة وتعريفهما كالآتي:
{\displaystyle Re={\frac {v\cdot L\cdot \rho }{\eta }}}; {\displaystyle Pr={\frac {\eta \cdot c_{p}}{\lambda }}}
حيث:
{\displaystyle v} هي سرعة مميزة لسرعة تدفق السائل (مثل متوسط سرعة خروج السائل من النفاثة)،
{\displaystyle \eta } اللزوجة،
{\displaystyle c_{p}} الحرارة النوعية عند ثبات الضغط
{\displaystyle \rho } الكثافة عند متوسط درجة الحرارة الحسابية للسائل.
ويجب عند حساب معامل الانتقال الحراري بواسطة عدد نوسيلت الأخذ في الاعتبار الطول المميز وسرعة التدفق.

### الحمل الحراري الحر
إذا كان التدفق ناتجا عن الحمل الحراري الطبيعي فيعتمد عدد نوسيلت ومعامل النتقال الحراري على «عدد جراسهوف».
ولكي نحسب معامل الانتقال الحراري بطريقة تقريبية مرضية يكن استخدام العاملة التقريبية الآتية أيضا.
إذا كانت {\displaystyle v} سرعة تدفق الهواء بالمتر/الثانية، فيساوي معامل النتقال الحراري:
{\displaystyle \alpha =2+12\cdot {\sqrt {v}}}
وعنما يكون الماء هو الوسط المتدفق، نستخدم المعادلة:
{\displaystyle \alpha =580+2100\cdot {\sqrt {v}}}

### انتقال الحرارة بالإشعاع
يشكل حساب معامل انتقال الحرارة بالإشعاع مسألة أصعب من حسابها بالنسبة للحمل.
فبالنسبة لمعامل انتقال الحرارة بواسطة الإشعاع نعتمد عادة على جسم أسود، حيث أن الجسم الأسود هو احسن جسم يشع الموجات الضوئية الحرارية في جميع تردداتها، وينطبق على الجسم الأسود:
| درجة الحرارة °C                            | −10  | 0    | 10   | 20   | 30   |
| {\displaystyle h_{\mathrm {s0} }} [ W/m²K] | 4,1  | 4,6  | 5,1  | 5,7  | 6,3  |
| {\displaystyle R_{\mathrm {se} }}          | 0,24 | 0,22 | 0,20 | 0,18 | 0,16 |

## اقرأ أيضا
- مقاومة التلامس الحراري
- توصيل حراري
- ناقلية حرارية
- محركات الحرارة الكمومية